# Não Me Conte Seus Problemas
Não Me Conte Seus Problemas é um single em dueto entre a Banda Eva, com  Saulo Fernandes como vocalista, e Ivete Sangalo, a antiga vocalista. Originalmente foi incluído no álbum Banda Eva 25 Anos Ao Vivo, que comemorava 25 anos do grupo, sendo também incluído no disco de Ivete, Multishow Ao Vivo: Ivete no Maracanã. Foi lançado como single em setembro de 2005. Em 2017, doze anos depois, tornou-se um viral na plataforma de streaming Spofity, onde foi tocado mais de 25 000 vezes em um dia.

## Composição
Não Me Conte Seus Problemas foi escrito pela própria Ivete em parceria com sua sobrinha Camila San Galo e foi dado como um presente para a Banda Eva.
O Ita a quem a compositora faz referência na música é capixaba que morou em São Paulo antes de nascer.

## Videoclipe
Houve também um clipe da música ao vivo, já que o CD e DVD foram gravados ao vivo e já foi visto por mais de 2 milhões de pessoas no YouTube.

## Posição nas paradas
| Paradas (2005) | Posição |
| -------------- | ------- |
| Hot 100 Brasil | 1       |